# Louise Frentzel
Louise Frentzel (geboren am 15. Juni 1902; gestorben am 29. April 1978) war eine deutsche Juristin und Richterin. Sie war das erste weibliche Mitglied des Staatsgerichtshofs der Freien Hansestadt Bremen und die einzige Frau dort im Zeitraum 1949 bis 2008.

## Leben
Louise Frentzel studierte Rechtswissenschaft, wurde schon 1927 mit einer Dissertation zur Ehescheidung promoviert und war in der Justiz Bremens tätig. Bei ihrer Pensionierung am 30. Juni 1967 war sie Landessozialgerichtsrätin am Landessozialgericht Bremen. Dieser Titel aus der Zeit vor der Besoldungsreform entspricht der heutigen Amtsbezeichnung Richterin am Landessozialgericht.
Frentzel war außerdem das erste weibliche Mitglied des Staatsgerichtshofs der Freien Hansestadt Bremen und die einzige Frau dort im Zeitraum 1949 bis 2008. Ihre Amtszeit dauerte vom 26. Februar 1964 bis zum 27. November 1967.
Vor ihrem Tod stellte Frentzel dem Staatsarchiv Bremen verschiedene Unterlagen zum Bremer Justizwesen, der Aufarbeitung der NS-Zeit und zu interessanten Justizfällen zur Verfügung, die sie zusammengetragen hatte. Die Unterlagen betreffen den Zeitraum 1929 bis 1970.

## Publikationen (Auswahl)

### Monografie
- Louise Frentzel: Die Ehescheidung wegen Pflichtverletzung, Paragraph 1568 BGB, 1927.
- Harry Rohwer-Kahlmann, Louise Frentzel: Das Recht der sozialen Sicherheit. Asgard-Verlag GmbH, Bonn-Bad Godesberg, 1970.

### Aufsätze
- Das Merkmal unverheiratet verstößt gegen das Grundgesetz. In: SozSich, 1964, S. 148–149.
- Das Problem der Gleichberechtigung der Frau auf dem Gebiet der Sozialversicherung. In: ZSR, 1974, S. 581.